# Bcrypt
bcrypt — адаптивная криптографическая хеш-функция формирования ключа, используемая для защищенного хранения паролей. Разработчики: Нильс Провос и David Mazières. Функция основана на шифре Blowfish, впервые представлена на USENIX в 1999 году. Для защиты от атак с помощью радужных таблиц bcrypt использует соль (salt); кроме того, функция является адаптивной, время её работы легко настраивается и её можно замедлить, чтобы усложнить атаку перебором.
Шифр Blowfish отличается от многих алгоритмов вычислительно сложной фазой подготовки ключей шифрования.
Провос и Mazières воспользовались этой особенностью, но изменили алгоритм подготовки ключей, получив шифр «Eksblowfish» (expensive key schedule Blowfish). Количество раундов в подготовке ключей должно быть степенью двойки; конкретная степень может задаваться при использовании bcrypt.
Изначально реализовано в функции crypt в OpenBSD. Существуют реализации для Java, Python, Nim, C#, Ruby, Perl, PHP 5.3, Node.js, Go и некоторых других.

## Алгоритм
Алгоритм bcrypt использует алгоритм настройки ключей из «Eksblowfish»:
```
EksBlowfishSetup(
cost
, 
salt
, 
key
)
    
state
 

  

    

      

        
←

      

    

    
{\displaystyle \gets }

  

 InitState()
    
state
 

  

    

      

        
←

      

    

    
{\displaystyle \gets }

  

 ExpandKey(
state
, 
salt
, 
key
)
    
repeat
 (2
cost
)
        
state
 

  

    

      

        
←

      

    

    
{\displaystyle \gets }

  

 ExpandKey(state, 0, key)
        
state
 

  

    

      

        
←

      

    

    
{\displaystyle \gets }

  

 ExpandKey(state, 0, salt)
    
return
 
state
```

Функция InitState соответствует оригинальной функции из шифра Blowfish; для заполнения массива P и S-box используется дробная часть числа {\displaystyle \pi }.
Функция ExpandKey:
```
ExpandKey(
state
, 
salt
, 
key
)
    for(
n
 = 1..18)
        P
n
 

  

    

      

        
←

      

    

    
{\displaystyle \gets }

  

 
key
[32(n-1)..32n-1] 

  

    

      

        
⊕

      

    

    
{\displaystyle \oplus }

  

 P
n
 //treat the key as cyclic
    
ctext
 

  

    

      

        
←

      

    

    
{\displaystyle \gets }

  

 Encrypt(
salt
[0..63])
    P
1
 

  

    

      

        
←

      

    

    
{\displaystyle \gets }

  

 
ctext
[0..31]
    P
2
 

  

    

      

        
←

      

    

    
{\displaystyle \gets }

  

 
ctext
[32..63]
    for(
n
 = 2..9)
        
ctext
 

  

    

      

        
←

      

    

    
{\displaystyle \gets }

  

 Encrypt(
ctext
 

  

    

      

        
⊕

      

    

    
{\displaystyle \oplus }

  

 
salt
[64(n-1)..64n-1]) //encrypt using the current key schedule and treat the salt as cyclic
        P
2n-1)
 

  

    

      

        
←

      

    

    
{\displaystyle \gets }

  

 
ctext
[0..31]
        P
2n
 

  

    

      

        
←

      

    

    
{\displaystyle \gets }

  

 
ctext
[32..63]
    for(
i
 = 1..4)
        for(
n
 = 0..127)
            
ctext
 

  

    

      

        
←

      

    

    
{\displaystyle \gets }

  

 Encrypt(
ctext
 

  

    

      

        
⊕

      

    

    
{\displaystyle \oplus }

  

 
salt
[64(n-1)..64n-1]) //as above
            S
i
[2n] 

  

    

      

        
←

      

    

    
{\displaystyle \gets }

  

 
ctext
[0..31]
            S
i
[2n+1] 

  

    

      

        
←

      

    

    
{\displaystyle \gets }

  

 
ctext
[32..63]
    
return
 
state
```

Для вычисления хеша bcrypt обрабатывает входные данные эквивалентно шифрованию 'eksblowfish(усиленный_ключ, input)':
```
bcrypt(
cost
, 
salt
, 
key
, 
input
)
    
state
 

  

    

      

        
←

      

    

    
{\displaystyle \gets }

  

 EksBlowfishSetup(
cost
, 
salt
, 
key
)
    
ctext
 

  

    

      

        
←

      

    

    
{\displaystyle \gets }

  

 
input

    
repeat
 (64)
        
ctext
 

  

    

      

        
←

      

    

    
{\displaystyle \gets }

  

 EncryptECB(
state
, 
ctext
) // шифрование стандартным Blowfish в режиме ECB
    
return
 Concatenate(
cost
, 
salt
, 
ctext
)
```

В различных ОС (linux, OpenBSD), использующих алгоритм bcrypt в стандартной функции crypt (3), в качестве input подается константа «OrpheanBeholderScryDoubt».

## Недостатки
bcrypt ограничен длинной пароля в 72 байта. Этот максимум получается из первой операции функции ExpandKey.
В 2024 году служба аутентификации Okta, Inc. объявила об уязвимости, связанной с объединением пароля после имени пользователя и пары, хешированной с помощью bcrypt, в результате чего пароль игнорировался для входа в систему с достаточно длинным именем пользователя.
bcrypt был разработан в 1999 году и был защищен от эффективного перебора на аппаратных средствах того времени. В настоящее время получили широкое распространение ПЛИС, в которых bcrypt реализуется эффективнее. В 2009 был создан алгоритм scrypt, требующий для своей работы значительный объем памяти (со случайным доступом), объем памяти настраивается.
В сравнении с PBKDF2, алгоритм расширения ключа в bcrypt практически не исследовался криптографами.